# Lingewaal
Lingewaal és un municipi de la província de Gelderland, al centre-oest dels Països Baixos. L'1 de gener del 2009 tenia 10.929 habitants repartits sobre una superfície de 54,59 km² (dels quals 4,02 km² corresponen a aigua). Limita al nord-oest amb Giessenlanden (Holanda del Sud), al nord amb Leerdam (Holanda del Sud), al norde-est amb Geldermalsen, a l'oest amb Gorinchem (Holanda del Sud) i a l'est amb Neerijnen.

## Centres de població
- Asperen
- Herwijnen
- Heukelum
- Spijk
- Vuren

## Administració
El consistori consta de 15 membres, compost per:
- Partit del Treball, (PvdA) 5 regidors
- Crida Demòcrata Cristiana, (CDA) 4 regidors
- Partit Popular per la Llibertat i la Democràcia, (VVD) 3 regidors
- ChristenUnie, 2 regidors
- Partit Polític Reformat, 1 regidor